# Andrew Watson (biskop)
Andrew John Watson, född 16 juli 1961, är en engelsk biskop. Han var suffraganbiskop i Aston inom Birminghams stift 2008 - 2014  innan han 2014 installerades som stiftsbiskop i Guildfords stift.
Watson utbildade sig på Winchester College och Corpus Christi College vid universitetet i Cambridge. Han anställdes 1987 efter teologiska studier vid Ridley Hall i Cambridge. Hans första uppdrag var som kyrkoadjunkt i Peters Ipsley i Worcester stift (1987-1991) och därefter i kyrkorna St John's, Notting Hill och St Peter's, Notting Hill i Londons stift (1991-1996). Hans enda tjänst som kyrkoherde var i St. Stephens East Twickenham, också det i Londons stift. Under hans ledning kom församlingen i St. Stephen's att grunda tre nya kyrkor i området. Han tjänstgjorde även som Area Dean för Hampton.
Watson har skrivit flera böcker men ingen av dem har ännu översatts till svenska. Han är en regelbunden talare på konferenser i Storbritannien, Norge och Sverige. I Sverige har han bland annat deltagit i Oasrörelsens sommarkonferenser i Hudiksvall (2012) och i Kungälv (2013). Han fokuserar ofta på ämnen som kyrkans tillväxt och kyrkans funktion i dagens samhälle samt vikten av att framhålla de kristna högtidernas betydelse idag.